# Rory Harris
Rory Harris, född 9 augusti 1998, är en brittisk roddare.

## Karriär
Vid EM 2025 i Plovdiv tog Harris guld i scullerfyra tillsammans med Cedol Dafydd, Callum Dixon och Matt Haywood.